# トマス・グレン
トマス・ルイス・グレン(Thomas Louis Glenn, 1847年2月2日–1918年11月18日)は、アメリカ合衆国ケンタッキー州出身の政治家、弁護士。アイダホ全州区選出の連邦下院議員として活動した。所属政党は人民党。

## 経歴
1847年2月2日、グレンはケンタッキー州バードウェル近郊で生まれた。エバンズビル商業大学を卒業後、南北戦争に参加。戦争中はアメリカ連合国陸軍に所属し、ジョン・H・モーガン旅団のケンタッキー第二騎兵連隊F中隊として従軍した。1864年6月9日、マウント・スターリングの戦いで負傷し、ケンタッキー州レキシントンのトランシルバニア大学に投獄された。1864年9月9日に仮釈放された後、バラード郡書記官(1874-1882)、ケンタッキー州上院議員(1887-1891)を務めた。 1890年に弁護士資格を取得し、アイダホ州モントピーリアで弁護士活動を始めた。1900年に連邦下院議員選挙に人民党候補として出馬し当選。1902年選挙には出馬せずに議員を辞職した。1904年にはモントピーリア市長に就任したほか、地元の検事も務めている。1918年11月18日に亡くなった。